# Limite termodinamico
In fisica e chimica fisica, il limite termodinamico viene raggiunto quando in un sistema il numero di particelle (atomi o molecole) {\displaystyle N} tende all'infinito (o in termini pratici, ad una mole o al valore numerico della costante di Avogadro ≈ 6,0225 × 1023), {\displaystyle V} tende all'infinito e il loro rapporto {\displaystyle \rho } rimane costante e finito.
{\displaystyle V} → {\displaystyle \infty }, {\displaystyle N} → {\displaystyle \infty }, {\displaystyle {\frac {N}{V}}}= {\displaystyle \rho } = costante < {\displaystyle \infty }
Il comportamento termodinamico di un sistema è asintoticamente approssimato dai risultati della meccanica statistica per {\displaystyle N}→ {\displaystyle \infty }, e dai calcoli che usano i vari insiemi convergenti. Teoricamente questo si ottiene sostituendo ai fattoriali ottenuti dall'equazione di Boltzmann per l'entropia {\displaystyle S=k\log {W}}, l'approssimazione di Stirling, applicabile soltanto a grandi numeri. Questo tipo di approssimazione ha anche una base empirica.
La termodinamica ordinaria non si può applicare a raggruppamenti di pochi atomi o molecole.
In alcuni semplici casi, e all'equilibrio termodinamico, i risultati possono essere descritti come una conseguenza della proprietà additiva delle variabili casuali indipendenti; la varianza della somma è cioè uguale alla somma delle varianze delle variabili indipendenti. In questi casi, la fisica di alcuni sistemi chiusi al limite termodinamico è governata dal teorema del limite centrale in probabilità.
Per quanto riguarda i sistemi con un grande numero di particelle, la genesi del comportamento macroscopico dalle sue origini microscopiche sembra svanire. Per esempio, la pressione esercitata da un fluido (gas o liquido) è il risultato collettivo delle collisioni tra molecole che si muovono rapidamente contro le pareti del contenitore, e fluttua su una scala microscopica temporale e spaziale. La pressione tuttavia  non cambia in modo rilevante su un'ordinaria scala macroscopica in quanto tali variazioni in media si annullano.
Anche al limite termodinamico vi sono ancora fluttuazioni rilevabili nelle quantità fisiche, ma questo ha un effetto irrilevante sulle proprietà fisiche più sensibili del sistema. Le fluttuazioni di densità di un gas su scale spaziali microscopiche è la causa dello scattering della luce, ovvero sono il motivo per cui il cielo è azzurro. Tali fluttuazioni diventano apprezzabili vicino al punto critico in un diagramma di fase gas/liquido.  In elettronica, il rumore termico corrispondente a tali fluttuazioni può essere misurato.
Alcuni fenomeni di meccanica quantistica nelle vicinanze dello zero assoluto presentano anomalie; ad esempio la condensazione di Bose-Einstein, la superconduttività e la superfluidità.
È al limite termodinamico che si applica la proprietà additiva delle variabili estensive macroscopiche. Questo significa che l'entropia di due sistemi o oggetti presi insieme (in aggiunta alla loro energia e volume) è la somma delle due quantità separate.

## Inapplicabilità
UN limite termodinamico non esiste in tutti i casi; solitamente un modello viene portato al limite termodinamico incrementando il volume insieme al numero di particelle, mantenendone costante la densità. Due comuni regolarizzazioni sono la regolarizzazione a scatola, in cui la materia viene confinata in una scatola geometrica, e la regolarizzazione periodica, dove la materia è posta sulla superficie di un toroide piatto (cioè una scatola con condizioni al contorno periodiche). Tuttavia, gli esempi seguenti dimostrano casi in cui questi approcci non portano a un limite termodinamico:
- particelle con un potenziale attrattivo che (a differenza della forza di van der Waals tra le molecole) non gira su se stessa e diventa repulsiva anche a distanze molto brevi: in tal caso, la materia tende ad aggregarsi invece di distribuirsi uniformemente su tutto lo spazio disponibile. Questo è il caso dei sistemi gravitazionali, dove la materia tende ad aggregarsi in filamenti, superammassi galattici, galassie, ammassi stellari e stelle.
- un sistema con una densità di carica media diversa da zero: in questo caso, le condizioni al contorno periodiche non possono essere utilizzate perché non esiste un valore coerente per il flusso elettrico. Con una regolarizzazione a scatola, invece, la materia tende ad accumularsi lungo il confine della scatola invece di essere distribuita più o meno uniformemente con solo lievi effetti marginali.
- alcuni fenomeni di meccanica quantistica vicino alla temperatura dello zero assoluto presentano anomalie, come il condensato di Bose-Einstein, la superconduttività e la superfluidità
- qualunque sistema che non abbia H-stabilità; questo caso è anche chiamato catastrofico.